# 千崎敏司
千崎 敏司（せんざき びんし、8月10日 - ）は高知県土佐市出身で埼玉県越谷市在住のタレント・ボーカリスト・ラジオDJ・司会者・レポーター・ナレーター・リング＆スタジアムDJ・イラストレーター・中国香港玩具評論家・玩具プロデューサーである。本名は千﨑 敏司（せんざき としじ）。愛称は「せんちゃん」
「千ちゃん」「SEN」。

## 活動
19歳時にダンスショー・イベント・ライブハウス等で司会や歌などのエンターテインメント活動を行いながら、「イトーヨーカドー」で玩具を学ぶためアルバイトを始める。22歳の時にエンターテインメント活動を行う傍ら、土屋品子とその秘書だった鈴木義弘から刺激を受け、タレントの幅をさらに広げ始める。23歳の時に特技を生かすためクリエイティブ業界を知ろうと、「宣伝会議」のコピーライター養成講座に参加し切り口や発想といった宣伝広告の基礎を学んだ後、27歳時に東京都中央区の広告プロダクションへ出入りしながらイラストレーターとしての活動も行うようになる。その当時、二足のわらじに迷いがあったため、当時のライター兼ディレクターの男性と事務所に出入りをしていたフリーのデザイナーの男性に相談したことを機に背中を押してもらうことになる。エンターテインメント活動を続けながら、31歳の時に玩具の仕事でピストル型シャボン玉のイラストレーションを描いたことを機に埼玉県越谷市の玩具メーカーに出入りし、中国や香港の玩具メーカーへ足を運びながら玩具の製造工程を学び、その後、玩具プロデューサー、中国香港玩具評論家としての顔も持つようになる。
2000年、あるラジオディレクターに声を生かす仕事を高く評価され、2012年に大怪我をしたことを機にラジオのレギュラー番組を持ちたいと決意して「ネットテレビ・東京墨田放送局すみだリヴァー　せんちゃんの今日も、やるなぁ～！」「コミュニティFM放送局　ハローハッピー こしがや エフエム / モーニングライブ ハロー 868」「コミュニティFM放送局　エフエム世田谷　せんちゃんとさゆりのきらめきアモーレステーション」「コミュニティFM放送局　エフエム世田谷　せんちゃん・ユメル のサクラサクハートフルプレイス」「コミュニティFM放送局　市川うららFM　せんちゃんのセンスdeいっぱい」などのパーソナリティーおよびイベント司会者などとしてタレント活動をしている。

## 人物
誰もが羨ましく思うイケメンボイス。高知県好きが高じて、千崎が担当しているFMラジオのレギュラー番組内で高知情報のコーナーを設けている。明るくて人情味ある性格で老若男女のいろいろな人々と交友がある。趣味は車・バイク・ボート・飛行機・アウトドア・海釣り等。特技はバック転・野球・空手道等。故郷は高知県だが、31歳から数えきれないほど香港へ行っており、千崎は香港を第２故郷と言っている。2018年、同級生が描いた土佐藩士の似顔絵の鑑賞のため高知県高知市の「高知県立坂本龍馬記念館」へ入館したところ偶然にも千崎が入館者数400万人目になった。これを契機に全国龍馬社中会長の橋本邦健から会発足のラブコールを受け、エンターテインメント活動を中心とした全国龍馬社中「関東土佐絆龍馬会」を立ち上げる。｢やるなぁ～！｣｢セクシー&ダンディー｣というフレーズを口癖で言っている。また、高知県土佐市観光大使（PR隊員）を委嘱されている。